# Нангпа-Ла
Нангпа-Ла (кит. 囊帕拉山口) — высокогорный перевал (5716 метров) между Непалом и Китаем в нескольких километрах западнее горы Чо-Ойю и в 30 километрах к северо-западу от горы Эверест в Гималаях.
Он служит основным торговым маршрутом между тибетцами и народом шерпа в районе Кхумбу. После присоединения Тибета к Китаю потерял значение как караванный маршрут. До 2001 года являлся закрытой военной зоной.
На перевале 30-го сентября 2006 года китайские пограничники расстреляли группу тибетских паломников.